# Aleś Puszkin

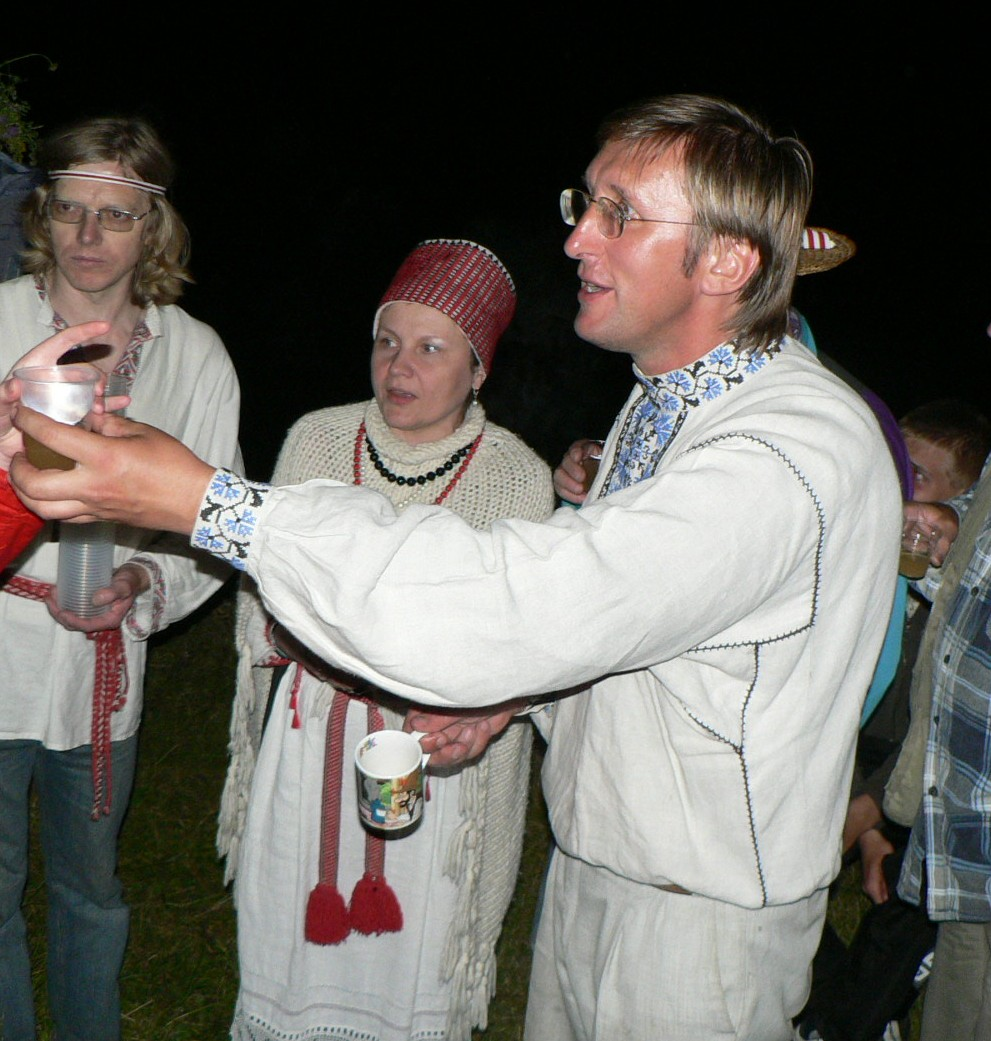

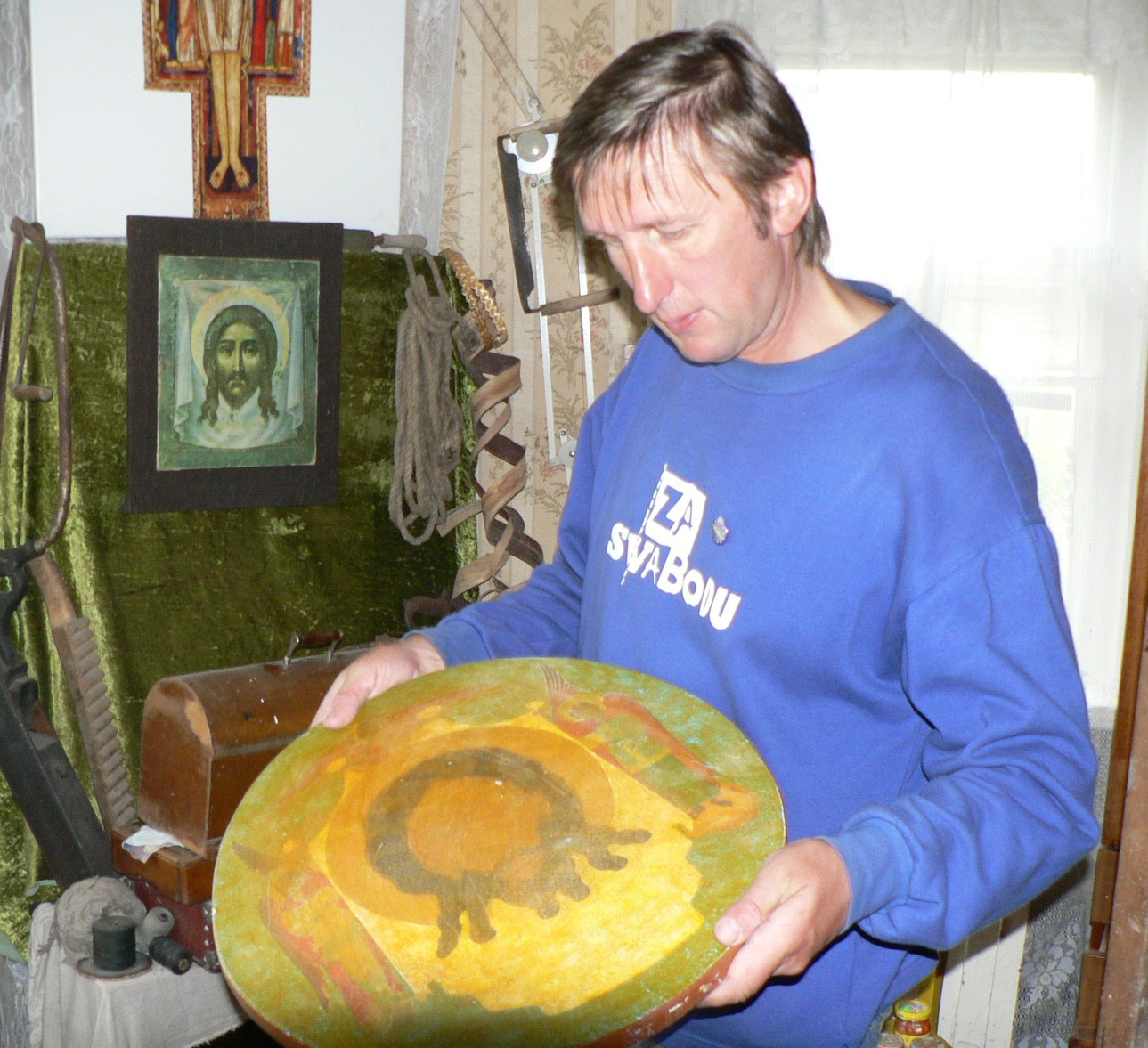

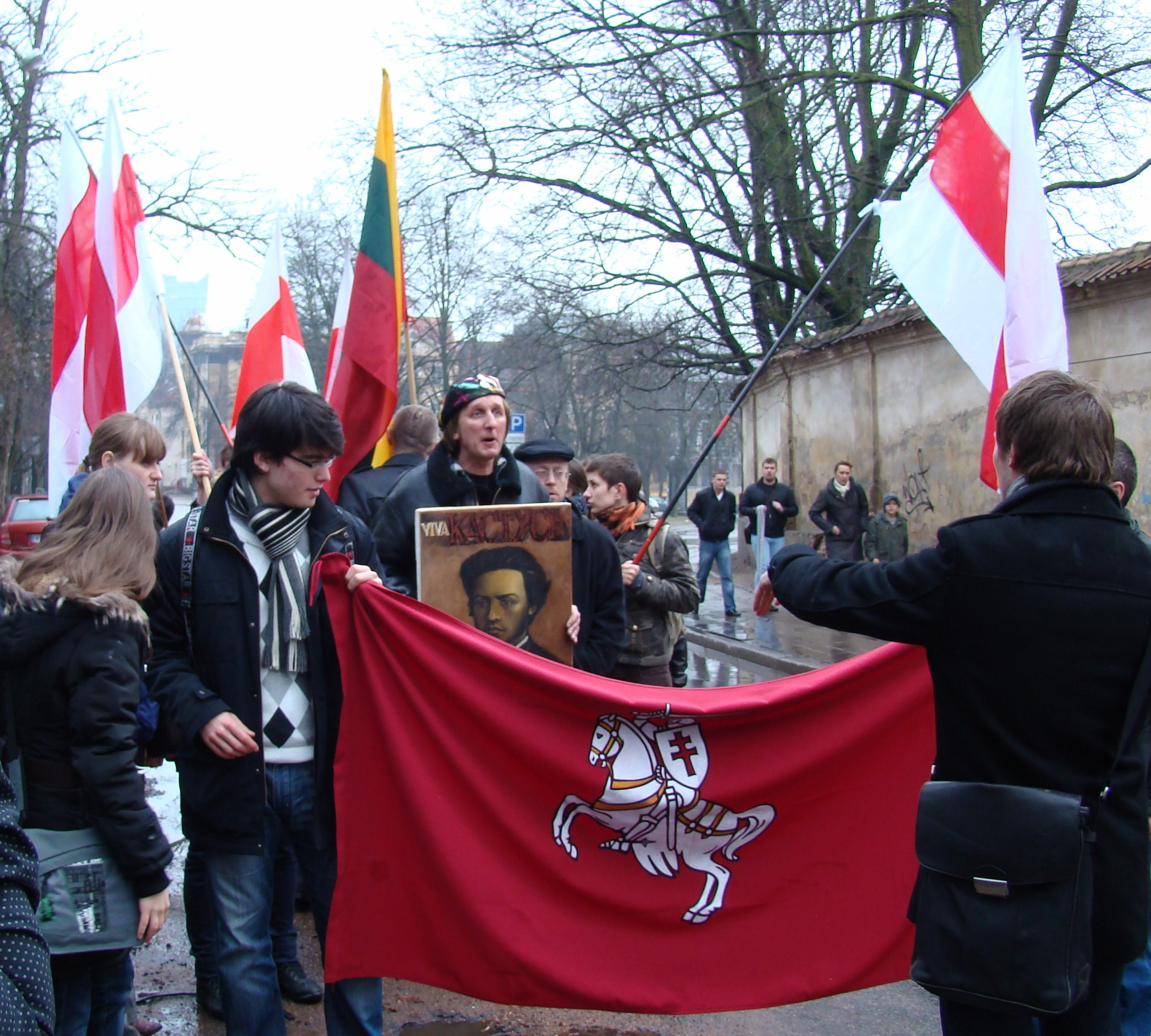
Aleś Puszkin (w środku) na białoruskiej demonstracji w rocznicę śmierci Konstantego Kalinowskiego. Wilno, 21 marca 2010

Aleś Puszkin (ur. 6 sierpnia 1965 w Bobrze, zm. w nocy z 10 na 11 lipca 2023 w Grodnie) – białoruski malarz, performer, działacz opozycji. Członek Białoruskiego Związku Artystów.

## Życiorys
Ukończył Państwową Szkołę Muzyki i Sztuki im. I. Achremczuka w Mińsku. W 1983 r. rozpoczął studia w Białoruskim Państwowym Instytucie Artystyczno-Teatralnym (БДТМІ, obecnie Białoruska Państwowa Akademia Sztuki) na Wydziale Malarstwa Monumentalnego i Dekoratorstwa. Rok później został zmobilizowany i odbył służbę w Afganistanie.
W 1988 r. współtworzył studencki komitet poparcia dla Białoruskiego Frontu Ludowego „Odrodzenie”. W tym samym roku aresztowano go za rozpowszechnianie ulotek zachęcających do udziału w „Dziadach-88”. W lipcu 1989 r. został skazany przez miński sąd za przygotowanie happeningu z okazji 71. rocznicy powstania Białoruskiej Republiki Ludowej.
Swoją ówczesną twórczość nazywał „soc-artem”. W 1990 r. zorganizował w BDTMI wystawę prac, określanych jako „sztuki deklaratywne”, w których protestował przeciwko totalitarnej naturze ZSRR. Po ukończeniu studiów w 1990 r. został skierowany do pracy w Witebskim Zrzeszeniu Sztuki. Trzy lata później założył w Witebsku galerię sztuki współczesnej „U Puszkina”, która szybko zdobyła sobie uznanie wśród białoruskich i zagranicznych artystów. Wraz z reżyserem Walerym Maślukiem pracował nad scenografią do inscenizacji „Króla Leara” w teatrze w Witebsku.
Po 1990 r. zajmował się restauracją wnętrz świątyń katolickich na terenie Białorusi, odnawiał m.in. freski w katedrze św. Stanisława w Mohylewie.
W 1994 r. został skazany na 15 dni pozbawienia wolności za organizację spotkania upamiętniającego rocznicę powstania słuckiego oraz urodziny Uładzimira Karatkiewicza. Rok później jego galeria została zamknięta przez władze.
W 1999 r. zorganizował happening z okazji formalnego zakończenia I kadencji Aleksandra Łukaszenki, przywożąc pod siedzibę prezydenta na taczce kupę gnoju z napisem: „Dla Prezydenta Łukaszenki”, za co został ukarany grzywną i więzieniem. W 2004 roku z okazji 60. rocznicy ponownego zajęcia Białorusi przez wojska radzieckie przygotował wystawę portretów białoruskich narodowców, uznawanych przez władze za kolaborantów III Rzeszy, rozstawił je przed wejściem do Państwowego Muzeum Sztuki.
Od 1991 r. mieszkał w rodzinnym Bobrze w rejonie krupskim. Na dachu swojego domu wywieszał regularnie tradycyjną biało-czerwono-białą flagę białoruską. Stał się bohaterem skandalu, gdy w 2000 r. namalował dla cerkwi w Bobrze fresk przedstawiający Sąd Ostateczny, na którym znaleźli się Aleksandr Łukaszenka i metropolita Filaret stojący w otoczeniu diabłów i grzeszników.
Był bohaterem nakręconego w 2007 r. filmu dokumentalnego „Białoruski walc” w reżyserii Andrzeja Fidyka. Film był wyświetlany w telewizji publicznej w Polsce (2007), Szwecji (2008) i USA (2008). 4 i 6 kwietnia 2009 r. został wyemitowany na międzynarodowym festiwalu filmów dokumentalnych „MOVIES THAT MATTER”, zorganizowanym przez Amnesty International w Hadze, gdzie artysta został zaproszony jako gość specjalny. Film był nominowany do nagrody Emmy w 2009 roku.
Zmarł w niewyjaśnionych okolicznościach w nocy z 10 na 11 lipca 2023 roku.

## Postępowanie karne (2021)
W marcu 2021 r. centrum kulturalne w Grodnie zostało zamknięte, zaś Puszkin aresztowany za zamieszczenie portretu Auhiena Żychara na wystawie malarstwa i tym samym „propagowanie faszyzmu”. 6 kwietnia 2021 r. osiem organizacji, m.in.: Centrum Obrony Praw Człowieka Wiasna, Białoruskie Stowarzyszenie Dziennikarzy, Białoruski Komitet Helsiński, Białoruski PEN-Centrum, uznały go za więźnia politycznego. 30 kwietnia 2021 r. patronat nad więźniem politycznym objęła posłanka do Riksdagu Camilla Hansén.

## Twórczość

### Działania perfomance
- 5 kwietnia 1989 – pierwszy peformance artysty, który miał na celu upamiętnienie 71 rocznicy powstania Białoruskiej Republiki Ludowej[9].
- listopad 1990 – „Precz idola” Witebsk.
- marzec 1991 – „Wiosna, wolność, miłość” Witebsk, wzgórze Wniebowzięcia NMP.
- 20 sierpnia 1991 – „flaga and Ratuszą”, Witebsk.
- marzec 1992 – „Avec, abandon...”, Mińsk, Dom Literatora.
- 12 listopada 1995 – „Drogą Świętego Jozafata Kuncewicza” Witebsk.
- 21 lipca 1999 – „Gnój dla prezydenta”, Mińsk. Otrzymał 2 lata umownego więzienia.
- 9 września 1999 – „lipcowy poranek Dudajewa”, Mińsk, Pałac Sztuk Pięknych.
- 4 kwietnia 2000 – „New MINSK”, Poznań (Polska), galeria „Arsenał”.
- 9 września 2000 – „na Krapiwieńskim polu”, w pobliżu Orszy.
- maj 2001 – „Festiwal Interakcje 2001”[21], Piotrków Trybunalski, Polshcha.Perfomans „Nemiga” -99.
- 25 marca 2001 – performance Wiosny, razem z poetą Andrejem Chadanowiczem i piosenkarką Tatianą Cybulską, Mińsk, Czerwony Kościół.
- 3 lipca 2002 – performance „Solder of Fortune” z okazji dnia Niepodległości, Mińsk, Plac Niepodległości.
- 9 września 2004 – performance „Zmartwychpowstają tam, gdzie znajdują się trumny...” na moście Karola w Pradze.
- 28 listopada 2005 – performance „Puszkin w Warszawie” Warszawa, Centrum spotkań.
- 10 czerwca 2007 – „Ochrona” w Grodnie, w pobliżu Starej Synagogi.
- 6 lipca 2007 – „Kupalle w Bobrach”, Bobr.
- 27 marca 2008 – performance „90 lat BNR” przy Placu Centralnym w Bobrze. Został skazany na grzywnę w wysokości 875.000 BYR.
- 25 marca 2009 – plener wolności na centralnym placu w miasteczku Bobr. Pierwszy raz nie został ukarany za swoje działania.
- 4 listopada 2009 – „Modlitwa za Wolność”. Oslo, Norwegia.
- 15 marca 2011 – „Spotkanie Nowego Roku na Białorusi”, Uniwersytet Warszawski, Warszawa, Krakowskie Przedmieście.
- 18 maja 2011 – „Ostatni dzień wizy Schengen” Wilno, ul. Pieles 16.

Co roku, każdego 25 marca, w dzień Niepodległości BNR Aleś Puszkin, malował „Obraz Wolności”. Jak mówił sam o swoim dziele: „Ona powoli nabiera światła i kiedy z ciemnej przetworzy się w białą i kiedy Muzeum Narodowe wywiesi ten „Obraz Wolności” – wtedy będę pewny, że do naszej Białorusi weszła wolność i demokracja!”.

### Malarstwo ścienne
- 1983 – sgraffito z przodu szkoły dla dzieci muzyka № 11, Mińsk. Grushavka.
- 1987 – malowanie dance hall dziecko sanatorium „Białoruś”, Druskienniki, Litwa.
- 1990 – malowanie holu National College of Arts, Mińsk (praca dyplomową).
- 1992–1996 – renowacja i rekonstrukcja fresków w Katedrze Wniebowzięcia Najświętszej Marii Panny i Świętego Stanisława w Mohylewie.
- 1995–1998 – obraz z kościoła św. Mikołaja Cudotwórcy, w Bobrze.
- 2002 – malarstwo „Historia polowania na Białorusi” w Sakalavitskim leśnictwa, Krupski dzielnicy, obwód Mińsk.
- 2003 – barwienie ołtarzu kaplicy Św. Jana Chrzciciela, w dzielnicy Serebryanka w Mińsku, .
- 2004 – malowane ośrodek wypoczynkowy „Pallas Atena” w Mińsku, ul. Arlouskaya, 40.
- 2006 – sgraffito-malarstwo „Długie polowanie”; Samochwałowicze, ul. Nabyarezhnaya, 5.
- 2008 – mozaika „Święty Prorok Jan Chrzciciel” na fasadzie kaplicy Jana Chrzciciela w dzielnicy Serebryanka, Mińsk.
- 2010 – malarstwo „Kalwaria”(o powierzchni 8 m²) i witraże „St Cecilia” w inżynierii „tyffani” (pow. 1 m²) w Kościele Nawiedzenia Najświętszej Maryi Panny w Wiszniewie, rejon wołożyński, obwód miński.

### Wystawy
Od 1986 r. zaczął wystawiać swoje pracy na rocznych wystawach w Republikańskim Pałacu Kultury w Mińsku.
- 1989 – wystawa prac studentów z całego Związku, Leningrad.
- 1989 – wystawa młodych białoruskich artystów, Lipsk.
- 1990 – I kongres założycielski Białoruskiego Frontu Ludowego „Odrodzenie”. Wystawa młodych artystów.
- 1990 – wystawa pokonkursowa prac dyplomowych w ASP, Leningrad.
- 1990 – wystawa „Skań” młodych białoruskich artystów, Moskwa.
- marzec 1991 – I indywidualna wystawa w ANMC „Artefakty, instalacje, obiekty”, Witebsk.
- czerwiec 1991 – indywidualna wystawa w Grodnie w salach muzeum historyczno-archeologicznego, która została zamknięta ze względu na cenzurę ZSRR. Odpowiedzialność za zamknięcie wystawy wzięła dyrektor muzeum Sołowjowa.
- 25 marca 1992 – indywidualna wystawa w Domu Pisarzy, Mińsk[9].
- październik 1992 – wystawa indywidualna w miejscowej galerii, Mohylew[9].
- 1993–1999 – coroczna wystawa twórczego stowarzyszenia „Pogoń”.
- 1994 – Republikańska wystawa scenografii i teatru. Pałac Artystyczny, Opera, Mińsk.
- kwiecień 1995 – wystawa „Barok na Białorusi” w historyczno-archeologicznym muzeum, Połock.
- 1997 – indywidualna wystawa „Biografia”, estetyczne centrum „Maladzik”, Witebsk[9].
- 1998 – wystawa białoruskich artystów w Galeria „Trend”, Steinfurt, Niemcy.
- 1998 – wystawa „Kobieta w twórczości Puszkina” miejska galeria, Orsza.
- styczeń 1999 – Republikańska Wystawa Plakatów, Pałac Sztuki, Mińsk.
- marzec 1999 – wystawa „Martwa natura z Puszkina”, Orsza.
- maj 1999 – „Festiwal Sztuki Sakralnej Białorusi”, Narodowe Muzeum Historii i Kultury Białorusi, Mińsk.
- wrzesień 1999 – I Międzynarodowy Festiwal perfomance „New-99”, Pałac Sztuki, Mińsk.
- 1–5 kwietnia 2000 – Festiwal sztuki białoruskiej w Galerii Miejska Arsenał w Poznaniu.
- 14–25 kwietnia 2000 – wystawa „Renaissance – 2000”, Pałac Sztuki, Mińsk.
- 29 marca–8 kwietnia 2000 – wystawa w bibliotece miejskiej w Nowołukomliu.
- 1–8 maja 2000 – wystawa w kulturze Kohanava. Dom.
- 2 lipca 2000 – wystawa „Nowa Szuka Białorusi”, Zamek Ujazdowski w Warszawie.
- 25 marca 2001 – pokazuje „spektakl wiosny”, „Panorama 2001”, Mińsk, Czerwony Kościół, Pałac Sztuk Pięknych – 8 Zjazd Związku Artystów Białorusi.
- 13 grudnia 2001 – wystawa „Nie może cenzor”, Mińsk, galeria „Gold”, ul. Surganova 16.
- 2002 (wiosna) – wystawa w Bracławiu. Dom Ramestvau.
- marzec–kwiecień 2003 – „Puszkina i jego Białoruś” wystawa w Moskwie, zorganizowanej przez Moskiewską Społeczność Białorusinów „Skorina.” Galeria Miejska „Varshavka” .
- sierpień 2003 – wystawa w Pradze, w galerii „Na Dominikanie”.
- październik 2004 – wystawa w galerii Vyaleytsy w sali wystawowej nazwę miasta Mikadima Silivonovicha.
- grudzień 2004 – wystawa w muzeum V. Korotkevich, Orsza”. Puszkina i Białorusi”.
- listopad 2005 – wystawa w Warszawie w ramach „Spotkanie BIAŁORUŚ” Uniwersytetu Warszawskiego.
- W latach 2006–2008 – DESIGN-GIEŁDA-roczny projekt ekspozycji na 27, Kupały, ENEA.
- 1–11 kwietnia 2007 – wystawa „Together”, Pałac Sztuki, Mińsk.
- 19–28 kwietnia 2007 – I Międzynarodowy Plener w Węgrowie, Polska.
- 4–20 czerwca 2008 – „Martwa natura” Wystawa Republikańskiej, Pałac Sztuki, Mińsk.
- 24 listopada 2008 – Wystawa 50 lat pracy duszpasterskiej ks. Alekandra Nadsana. Czerwony Kościół, Mińsk.
- 22 lutego–4 marca 2009 – wystawa „Ikony byłych żołnierzy-internacjonalistów” w muzeum, VS Korotkevich w Orszy.
- 29 marca–19 kwietnia 2009 – wystawy „Puszkin w Dobre myśli” galeria „Dobre myśli”, Mińsk,    ul. Magilevskaya, 12.
- 1 czerwca, 22 lipca–1 sierpnia 2009 – plener w Polsce.
- 22 października–15 listopada 2009 – Millennium LITWA Republikańskiej vystava.Palats Pięknych w Mińsku.
- 29 października–5 listopada 2009 – ART Wystawa przeciwko dyktaturze-Hall, Oslo, Norwegia.
- 23 listopada–23 grudnia 2009 – ART przeciwko dyktaturze-wystawa w U. S. Congress, Washington.
- 4 grudnia 2009 – 10 lutego 2010 – wystawa „Puszkin Galeria Białorusi” w Museum of Modern Art, Kalmar Szwecja.
- 25 maja 2010 – wystawa „Art Witebska przestrzeni” poświęcona 40 rocznicy organizacji obwód Witebsk CM Belarusi.Vitsebski Centrum Sztuki Współczesnej.
- 3–14 sierpnia 2010 – II Międzynarodowy Plener w Suche Bator (Polska).
- 7 września 2010 – wystawa „Ziemia pod białymi skrzydłami” w 85 rocznicę pierwszej wystawy sztuki obschebelorusskoy (1925), Centrum Sztuki Współczesnej Witebsku.
- 7–21 listopada 2010 – Międzynarodowy Plener wystawy Air na zamku w Liwie, Polska.
- marzec 2011 – wystawa „20 lat wydawnictwa”, Mińsk, Pałac Sztuk Pięknych.
- 2–16 kwietnia 2011 – „Białoruś Ales Puszkin” – galeria „Kryga,” Grodno, ul. Sowieckich 3.
- czerwiec 2011 – „Białoruś nadal życia przez pół wieku od 1961 do 2011 roku.” Krajowa Wystawa Psów Rasowych. Mińsk Pałac Sztuki.
- 1–15 lipca 2011 – Wystawa „100 Artyści biloruskih”, Pałac Sztuki we Lwowie.
- 30 lipca 2011 – indywidualne wystawy i spotkania jeden dzień w g.Verhnyadvinsk. Center „Rubon”.
- 4–21 sierpnia 2011 – udział w Międzynarodowym Biennale „Shiryaev”, Samara, Rosja (kurator Martin Schibli, Kalmar Museum of Modern Art, Roman Korzhov-Samara Centrum Sztuki Współczesnej).
- 20 października–6 listopada 2011 – „Monumentalne sztuki Białorusi w 2000 r. do 2011 r.”. Minsk.Palats Republikańskiej Wystawie Sztuki.

## Odznaczenia
- Medal 100-lecia Białoruskiej Republiki Ludowej – Rada BRL, 2019[22]
- Medal "Honor i Godność" – Zjednoczony Gabinet Przejściowy Białorusi, 2023, pośmiertnie[23]

## Nagrody
- Laureat II nagrody Narodowej „Chartyja – 97" w dziedzinie ochrony praw człowieka w nominacji „za odwagę w twórczości”, 1999.
- Nagroda „Za wolność myśli” im. Wasila Bykaua – od Ruchu „Za Wolność” (22 czerwca 2009, Białoruś)[24].